# Chilseong-myeon
Chilseong-myeon (koreanska: 칠성면)  är en socken i kommunen Goesan-gun i provinsen Norra Chungcheong i den centrala delen av
Sydkorea, 120 km sydost om huvudstaden Seoul.